# 彼得·柯文尼
彼得·柯文尼（1958年10月30日—）是一位物理化学教授、计算机科学名誉教授，以及伦敦大学学院计算科学中心（Centre for Computational Science，简称CCS）的主任。他还是阿姆斯特丹大学应用高性能计算的教授、耶鲁大学医学院的兼职教授和欧洲科学院院士。

## 教育
1985年，柯文尼在牛津大学基布尔学院获得哲学博士学位，其研究是：在散射和光谱学中的半经典方法。

## 职业生涯
柯文尼在其30多年的学术生涯中，曾在许多世界顶级研究所担任过职务，包括牛津大学、普林斯顿大学、斯伦贝谢和伦敦玛丽王后大学，目前仍在伦敦大学学院、阿姆斯特丹大学和耶鲁大学担任职务，并在英国和欧盟的几个学术委员会担任委员。

## 个人生活
柯文尼是西汉姆联队的终身支持者。

## 研究
柯文尼的研究很活跃，且涉猎广泛，涵盖了各种学科和领域，包括：计算医学 （页面存档备份，存于）和生命科学、凝聚态物理、计算化学和物理学，以及高性能计算，并且在国际科学期刊上发表过400多篇文章。他还领导了多个大型国际项目，最著名的是EPSRC现实网格电子科学试点项目（RealityGrid e-Science Pilot Project）及其扩展项目，还有欧盟FP7虚拟生理人（VPH）卓越网络（Network of Excellent）。他目前是欧盟委员会和其它机构的多项研究的首席研究员，包括欧盟地平线2020项目“经过验证的多尺度应用的万亿级计算”（Verified Exascale Computing for Multiscale Applications，简称VECMA）和计算生物医学卓越中心（Centre of Excellence in Computational Biomedicine，简称CompBioMed2）。柯文尼及其团队的资助申请先被拒绝了，但之后他们成功挑战了欧盟，最初的CompBioMed计划才得以启动。这导致他与德克萨斯州农工大学的埃德·多蒂和罗杰·海菲尔德共同发起了对生物学大数据的批评。
他还多次获得美国国家科学基金会和美国能源部，以及欧洲分布式超级计算应用基础架构和欧洲高级计算合作伙伴（Partnership for Advanced Computing in Europe，简称PRACE）的超级计算奖，这使他和他的研究组可以使用几台P级计算机。
柯文尼还负责英国的协作计算项目指导小组（Collaborative Computational Projects Steering Panel），并在许多会议的程序委员会中任职，最著名的是2002年的自组织诺贝尔研讨会（Nobel Symposium）。他是英国政府的电子基础设施领导委员会（e-Infrastructure Leadership Council）的创始成员，也是英国首相的科学技术委员会在数据、算法和建模方面的医学研究院提名专家（Medical Academy Nominated Expert），这也促成了位于伦敦的艾伦·图灵学院的创建。
柯文尼擅长的领域包括： 
- 复杂的非线性物理化学过程的建模
- 分子尺度计算化学
- 中尺度科学建模与仿真[17]
- 这些过程的化学动力学和统计力学

他的另一个广为人知的身份是两部科普著作的合著者，即《时间之箭》（The Arrow of Time）和《复杂性的前沿》（Frontiers of Complexity），其合著者均为其朋友和长期合作者罗杰·海菲尔德。